# Theodor Kremer
Theodor Kremer (* 2. Februar 1846; † 5. Mai 1927) war ein deutscher Architekt, der in Köln lebte und arbeitete. Zu seinem Œuvre zählen zahlreiche zwischen 1879 und 1905 entstandene katholische Kirchenbauten im Stil der Neugotik und Neuromanik im damaligen Erzbistum Köln.

## Bauten
| Jahr      | Bild | Ort                             | Objekt                                         | Bundesland          | Kommentar                       |
| --------- | ---- | ------------------------------- | ---------------------------------------------- | ------------------- | ------------------------------- |
| 1879–1880 |      | Strempt                         | Katholische Pfarrkirche: St. Rochus            | Nordrhein-Westfalen |                                 |
| 1883      |      | Köln-Heumar                     | Katholische Pfarrkirche: St. Cornelius         | Nordrhein-Westfalen | Erweiterung um Westbau und Turm |
| 1886      |      | Gereonsweiler                   | Katholische Pfarrkirche: St. Gereon            | Nordrhein-Westfalen | Im Zweiten Weltkrieg zerstört   |
| 1886–1888 |      | Keldenich (Wesseling)           | Katholische Pfarrkirche: St. Andreas           | Nordrhein-Westfalen | [ 4 ]                           |
| 1889–1890 |      | Meschenich (Köln)               | Katholische Pfarrkirche: St. Blasius           | Nordrhein-Westfalen | [ 5 ]                           |
| 1888      |      | Kallmuth                        | Katholische Pfarrkirche: St. Georg             | Nordrhein-Westfalen | [ 6 ]                           |
| 1889–1890 |      | Köln-Müngersdorf                | Katholische Pfarrkirche: St. Vitalis           | Nordrhein-Westfalen | [ 7 ]                           |
| 1890–1891 |      | Floisdorf                       | Katholische Pfarrkirche: St. Pankratius        | Nordrhein-Westfalen | [ 8 ]                           |
| 1890–1892 |      | Kall                            | Katholische Pfarrkirche: St. Nikolaus          | Nordrhein-Westfalen | Im Zweiten Weltkrieg zerstört   |
| 1890–1892 |      | Stich                           | Katholisches Pfarrhaus                         | Nordrhein-Westfalen | [ 10 ]                          |
| 1891–1896 |      | Schwerfen                       | Katholische Pfarrkirche: St. Dionysius         | Nordrhein-Westfalen | [ 11 ] [ 12 ]                   |
| 1892–1893 |      | Ründeroth                       | Katholische Pfarrkirche: St. Jakob             | Nordrhein-Westfalen | Erweiterung                     |
| 1892–1894 |      | Dreiborn (Schleiden)            | Katholische Pfarrkirche: St. Georg             | Nordrhein-Westfalen | [ 16 ]                          |
| 1892–1894 |      | Köln-Niehl                      | Katholische Pfarrkirche: Neu St. Katharina     | Nordrhein-Westfalen | [ 17 ]                          |
| 1892–1896 |      | Ülpenich                        | Katholische Pfarrkirche: St. Kunibert          | Nordrhein-Westfalen | [ 18 ] [ 19 ]                   |
| 1893–1894 |      | Wesseling                       | Katholische Pfarrkirche: St. Germanus          | Nordrhein-Westfalen | [ 20 ] [ 21 ]                   |
| 1894      |      | Köln-Ensen                      | Katholische Pfarrkirche: St. Laurentius        | Nordrhein-Westfalen | [ 22 ]                          |
| 1894–1896 |      | Wissersheim                     | Katholische Filialkirche: St. Martinus         | Nordrhein-Westfalen | [ 23 ]                          |
| 1895–1899 |      | Straeten                        | Katholische Pfarrkirche: St. Mariä Rosenkranz  | Nordrhein-Westfalen | [ 24 ]                          |
| bis 1897  |      | Marialinden                     | Katholische Pfarrkirche: St. Mariä Heimsuchung | Nordrhein-Westfalen | Erweiterung                     |
| 1897      |      | Rosbach (Windeck)               | Katholische Pfarrkirche: St. Joseph            | Nordrhein-Westfalen | [ 26 ]                          |
| 1897      |      | Köln-Flittard                   | Katholische Pfarrkirche: St. Hubertus          | Nordrhein-Westfalen | Errichtung des Kirchenschiffs   |
| 1897–1898 |      | Harzheim                        | Katholische Pfarrkirche: St. Goar              | Nordrhein-Westfalen | [ 28 ]                          |
| 1897–1901 |      | Kalterherberg                   | Katholische Pfarrkirche: St. Lambertus         | Nordrhein-Westfalen | [ 29 ]                          |
| 1899–1900 |      | Eicherscheid (Bad Münstereifel) | Katholische Filialkirche: St. Brigida          | Nordrhein-Westfalen | [ 30 ] [ 31 ]                   |
| 1900–1902 |      | Langendorf (Zülpich)            | Katholische Pfarrkirche: St. Cyriakus          | Nordrhein-Westfalen | [ 32 ] [ 33 ]                   |
| 1902–1903 |      | Köln-Bayenthal                  | Katholische Pfarrkirche: St. Matthias          | Nordrhein-Westfalen | [ 34 ] [ 35 ]                   |
| 1904      |      | Leichlingen (Rheinland)         | Katholische Pfarrkirche: St. Johannes Baptist  | Nordrhein-Westfalen | [ 36 ]                          |
| 1903–1906 |      | Langerwehe                      | Katholische Pfarrkirche: St. Martin            | Nordrhein-Westfalen | [ 37 ]                          |
| 1904–1906 |      | Rupperath                       | Katholische Pfarrkirche: St. Peter             | Nordrhein-Westfalen | [ 38 ]                          |
| 1905      |      | Köln-Eil                        | Katholische Pfarrkirche: St. Michael           | Nordrhein-Westfalen | [ 39 ]                          |